# 1741 en littérature
| Années de la littérature : 1738 - 1739 - 1740 - 1741 - 1742 - 1743 - 1744    |
| Décennies de la littérature : 1710 - 1720 - 1730 - 1740 - 1750 - 1760 - 1770 |

Cet article présente les faits marquants de l'année 1741 en littérature.

## Parutions
- 4 avril : Conny Keyber, allias Henry Fielding, An Apology for the Life of Mrs. Shamela Andrews : in which the many notorious falsehoods and misrepresentations of a book called Pamela are exposed, London, A. Dodd, 1741 (présentation en ligne) (« Éloge de la vie de Mme Shamela Andrews, dans lequel sont révélées les nombreuses faussetés et fausses déclarations notoires d'un livre nommé Pamela »). Une seconde édition sort le 3 novembre[1].

- Eliza Haywood, Anti-Pamela, or, Feign'd Innocence Detected, London, Printed for J. Huggonson, 1741 (présentation en ligne) (« Anti-Pamela, ou la Fausse innocence découverte »), parodie de  Paméla ou la Vertu récompensée de Samuel Richardson.
- Histoire de Dom Bougre, portier des Chartreux (lire sur Gallica), ouvrage licencieux attribué à Jean-Charles Gervaise de Latouche.
- Louis-Charles Fougeret de Monbron, Le Canapé couleur de feu, Amsterdam, La Compagnie des libraires, 1741 (présentation en ligne), sans nom d'auteur, une réponse au Sopha de Crébillon.
- Ludvig Holberg, Nicolaï Klimii Iter Subterraneum, Copenhague et Leipzig, J. Preus, 1741 (présentation en ligne) (« Le Voyage souterrain de Nils Klim ») roman fantastique en latin.

- Stemmatographia, un traité héraldique en slavon d'Église illustré par Hristofor Jefarovitch.

- 1741-1745 : Gottsched publie en 6 volumes Die deutsche Schaubühne (« La scène allemande »), un ensemble de pièces, traductions des œuvres antiques et des tragédies classiques française ou œuvres originales écrite par lui-même ou sa femme Luise et son ami Elias Schlegel[2].
- 1741-1759 : publication des quatre volumes de la Biblioteca Lusitana, bibliographie des œuvres littéraires portugaises[3].

## Naissances
- 4 octobre : Franciszek Karpinski, poète polonais († 16 septembre 1825).
- 18 octobre : Pierre Choderlos de Laclos, écrivain et officier militaire français († 5 septembre 1803).